# Puente ferroviario de Magra
El Puente Ferroviario de Magra fue una infraestructura ferroviaria de la Línea del Sur, situada en la parroquia de Luzianes-Gare, en el municipio de Odemira, en Portugal.

## Historia
El tramo entre las Estaciones de Amoreiras-Odemira y Faro de la Línea del Sur, donde esta estructura se encontraba, fue inaugurado el 1 de julio de 1889.
Esta puente fue uno de los contemplados por el programa de mejoras llevado a cabo por la Compañía de los Caminhos de Ferro Portugueses entre 1931 y 1932.
En julio de 1938, el Ministerio de Obras Públicas y Comunicaciones aprobó un proyecto de la Dirección General de Ferrocarriles para una variante entre los PKs 237,635.58 y 238,294.72 de la Línea del Sur, con el fin de sustituir esta puente; el concurso respectivo fue llevado a cabo por la Dirección General, el 5 de agosto del mismo año.